# توپ بدون لگد ام۴۰
توپ بدون لگد ام۴۰ معروف به تفنگ ۱۰۶ توپ بدون لگد ۱۰۵ میلی‌متری است که در دهه ۱۹۵۰ به عنوان سلاح ضدتانک در آمریکا طراحی و تولید شد. این توپ هرچند به ۱۰۶ معروف است اما کالیبر آن در واقع ۱۰۵ میلی‌متر است و نام ۱۰۶ برای اشتباه نشدن با توپ ناموفق ام۲۷ که گلوله‌های آن در ام۴۰ قابل استفاده نیست، انتخاب شده‌است.
ام۴۰ در اصل به عنوان سلاحی ضدتانک طراحی شده اما کاربرد ضدنفر و ضد سنگر نیز دارد. یک سه‌پایه چرخ‌دار سبک برای سوار کردن سلاح بر روی آن ساخته شده‌است و روش اصلی شلیک آن از روی این سکو است. برای حمل و نقل سلاح از جیپ ام۱۵۱ و دیگر خودروهای مشابه همچون هاموی، مرسدس بنز کلاس جی، ام۱۱۳ و تویوتا لندکروزر و ای‌آی‌ال استورم استفاده می‌شود. در جنگ ویتنام کشتی‌های مین‌روب آمریکا از آن استفاده می‌کردند و در نیروی دریایی یونان نیز گروهی از قایق‌های کوچک سریع به توپ‌های ام۴۰ مجهز شده‌اند.
ام۴۰ توپ بدون لگدی است که از ته پر شده، لگد ندارد و در هر بار شلیک یک گلوله شلیک می‌کند و نرخ معمول آتش آن یک شلیک در هر دقیقه است. وزن سلاح تنها ۱۱۴ کیلو و با سه‌پایه و سایر متعلقات به حدود ۲۰۹ کیلو می‌رسد. طراحی توپ بدون لگدی با کالیبر ۱۰۵ از دوران جنگ جهانی دوم مد نظر بود. در آن دوران با پیشرفت زره تانک‌های آلمانی بسیاری از توپ‌های ضدتانک مرسوم قدرت نفوذ به زره آن‌ها را نداشتند. آغاز جنگ کره منجر به عجله در تولید این سلاح با نام ام۲۷ شد. ام۲۷ سلاح موفق و قابل اعتمادی نبود و در نتیجه نیروی زمینی آمریکا تولید سلاح پیشرفته‌تری را آغاز کرد که در سال ۱۹۵۵ با نام توپ بدون لگد ۱۰۶-م‌م ام۴۰ معرفی شد.
استفاده اصلی از ام۴۰ در ارتش آمریکا به جنگ ویتنام مربوط می‌شود ولی از سال ۱۹۷۰ با سیستم موشکی دقیق‌تر بی‌جی‌ام-۷۱ تاو تعویض شد و استفاده از آن به عنوان سلاح ضدتانک محدود به مناطق قطبی و نقاط خاصی شد که سیستم هدایتی تاو در آن کار نمی‌کند. اما بسیاری از کشورهای دیگر هنوز به استفاده از این سلاح ادامه می‌دهند. این سلاح صادرات موفقی هم داشت و در کشورهایی چون بریتانیا، اسپانیا، ژاپن، کره جنوبی و ایران هم تولید شده‌است.
توپ ام۴۰ برای آتش مستقیم ساخته شده و به یک دوربین نشانه‌روی برای هدف‌گیری و نوعی تفنگ ۱۲٬۷ م‌م نشانه‌گذار مجهز است که از گلوله‌ای با مشخصات بالیستیکی مشابه با گلوله‌ام۴۰ استفاده می‌کند و در نتیجه محل برخورد آن با محل برخورد گلوله تقریباً یکسان خواهد بود. این گلوله در زمان برخورد به هدف با برخاستن دود از آن محل برخورد را مشخص می‌کند.

## انواع خودکششی
خودروهای شنی‌دار تانک‌مانندی نیز با سلاح اصلی ام۴۰ به عنوان توپ خودکششی ضدتانک ساخته شده‌اند. ام۵۰ آنتو (M50 Onto) خودرو ویژه ضدتانکی بود که شش توپ ۱۰۶ را بر روی دو بازوی خود حمل می‌کرد و تفنگداران دریایی آمریکا در جنگ ویتنام از آن استفاده کرد.
ژاپن نیز توپ خودکششی مشابهی با قرار دادن دو ام۴۰ در کنار هم تولید کرده‌است و در نیروی زمینی پاکستان نیز همین کار با نفربرهای ام۱۱۳ انجام شده‌است.

## نگارخانه

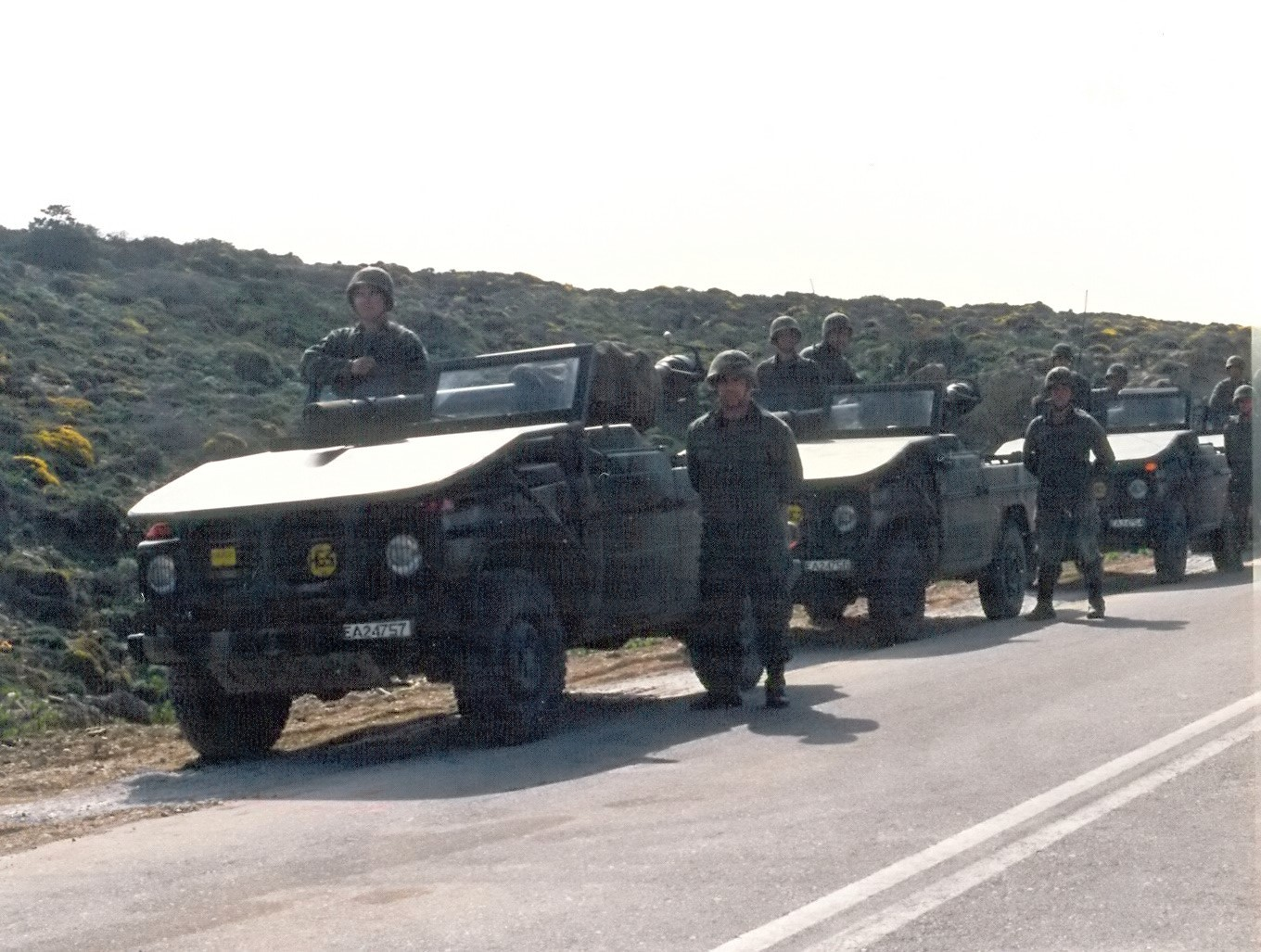
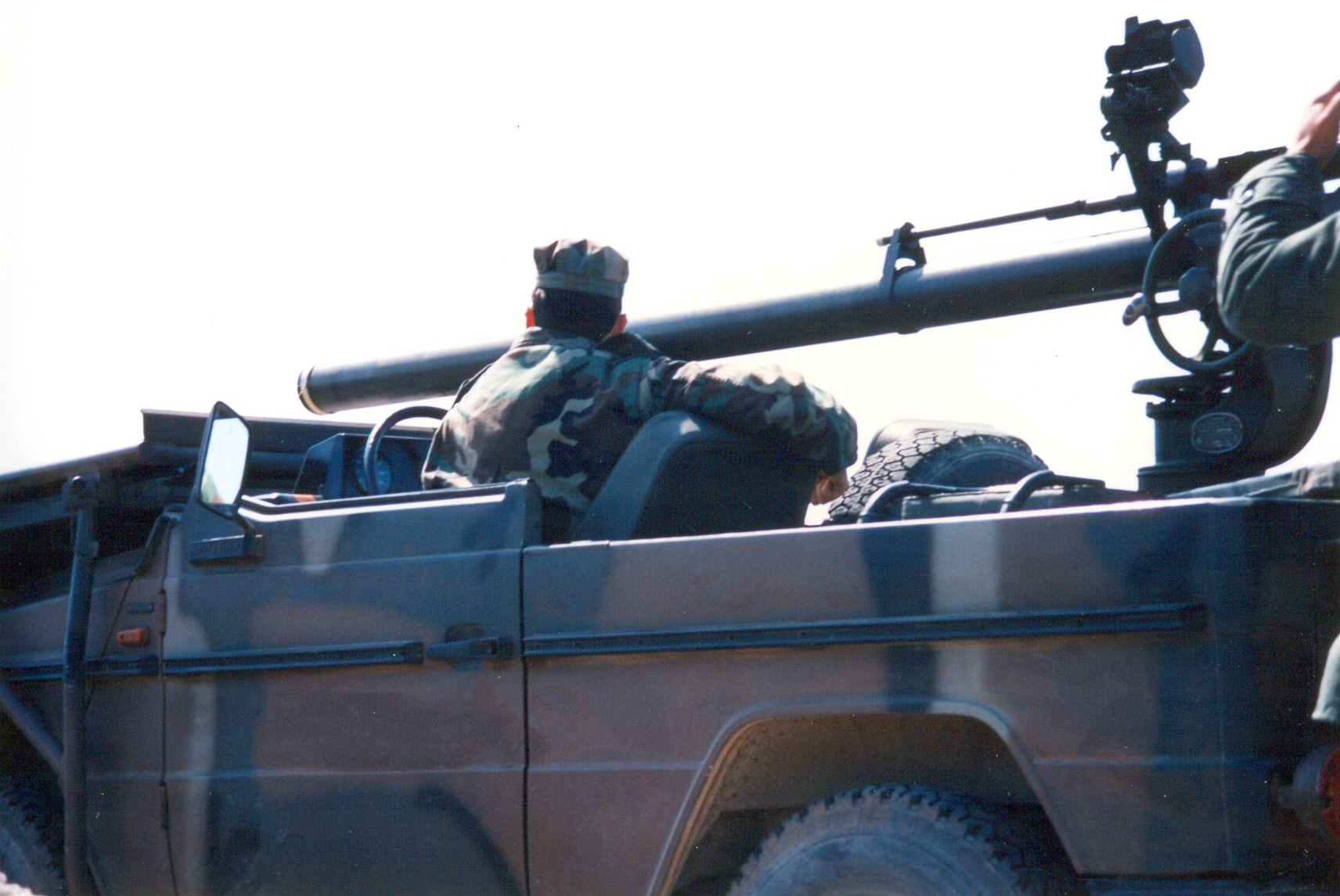
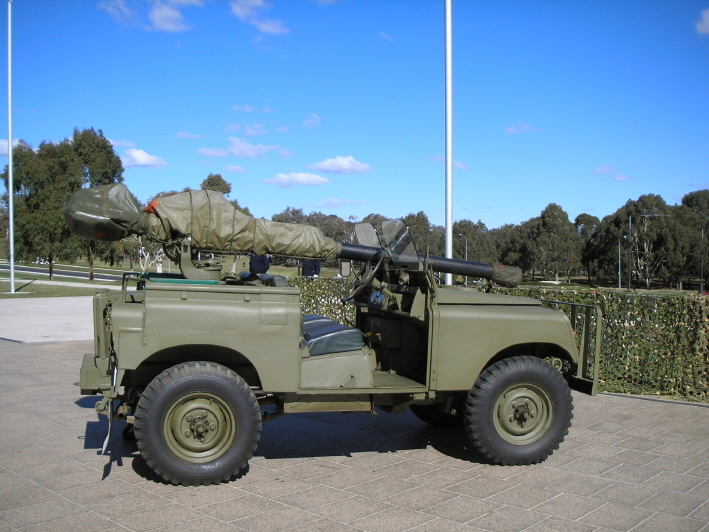
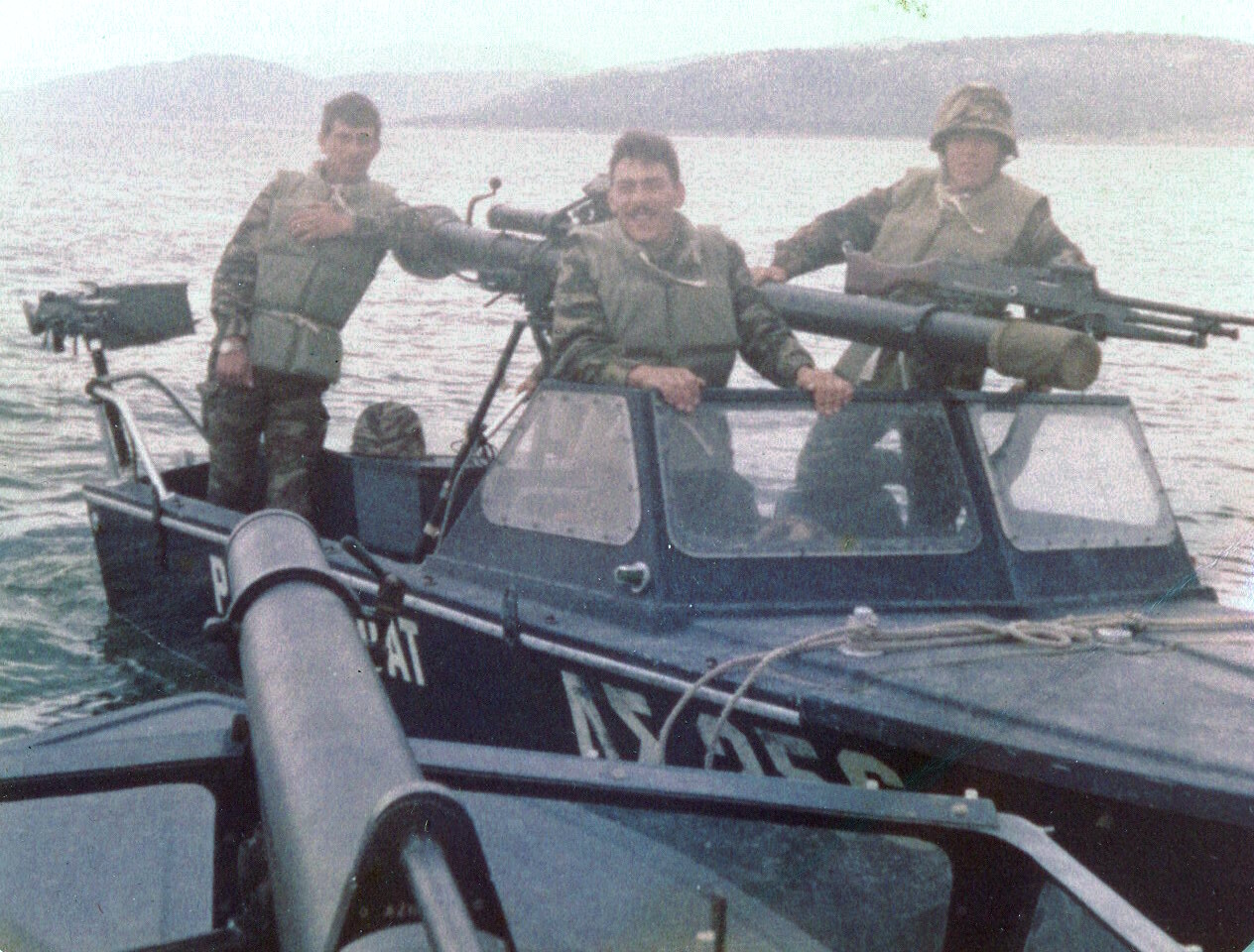

## کاربران

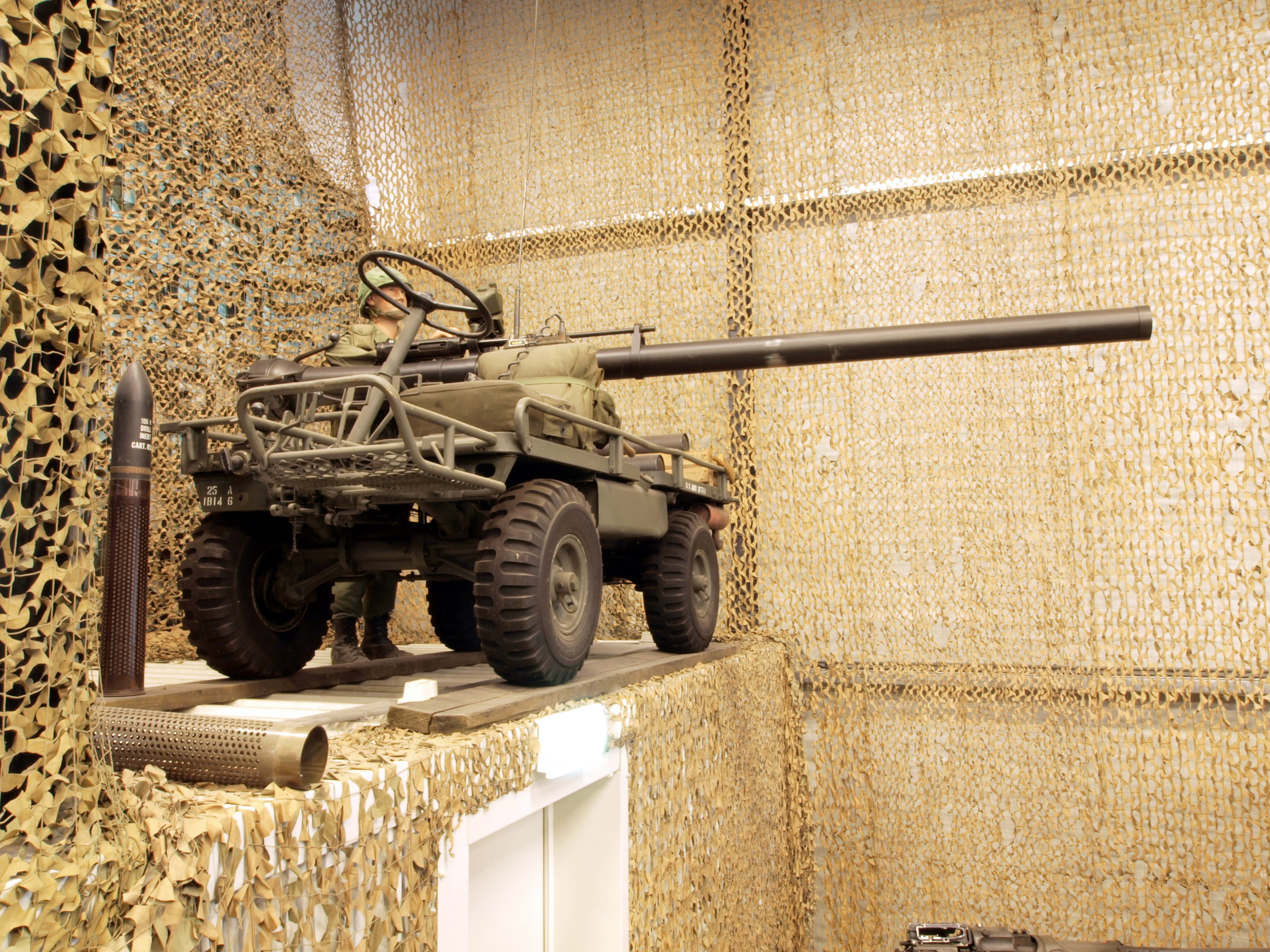
ام۴۰ و گلوله آن، موزه‌ای در هلند

گلوله‌گذاری یک ام۴۰ توسط سربازان یونانی، ۱۹۹۷

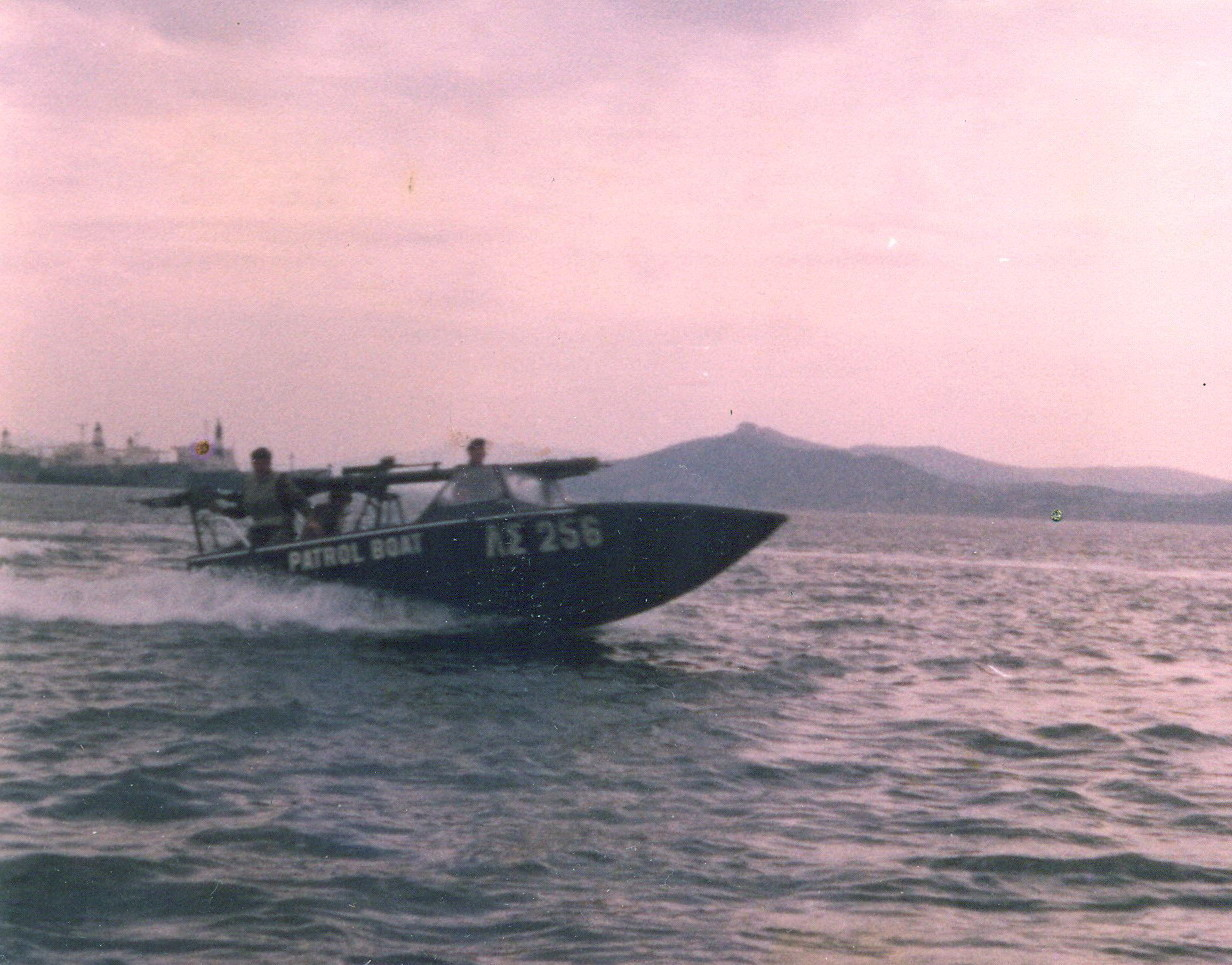
قایق سریع توپدار یونانی مجهز به‌ام۴۰، ۱۹۸۲

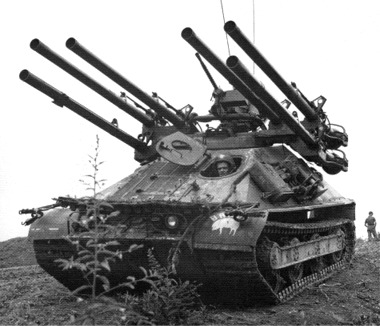
ام۵۰ آنتو ارتش آمریکا در جنگ ویتنام

- استرالیا
- بنگلادش
- برزیل
- کامبوج
- کانادا
- کلمبیا
- جیبوتی
- مصر
- اکوادور
- السالوادور[۱]
- استونی
- یونان
- هندوراس
- هند
- ایران
- اسرائیل
- ژاپن
- اردن
- لبنان
- لیبی
- لوکزامبورگ
- مالزی
- مکزیک
- مراکش
- میانمار
- نیوزیلند
- نیکاراگوئه
- پاکستان
- فیلیپین
- پرتغال
- رودزیا
- آفریقای جنوبی
- کرهٔ جنوبی
- تایوان
- تایلند
- ترکیه
- اروگوئه
- ایالات متحده آمریکا
- ونزوئلا
- ویتنام